# Loxodroma
A loxodroma egy gömb felületére írt csavarvonal. A földgömbre írt loxodroma a földrajzi hálózat minden meridiánját azonos szögben metszi. Ez a tulajdonsága teszi lehetővé, hogy a jármű az északi iránnyal állandó szöget (azimut, kurzus) bezáró útirányt tartva jusson a célba.

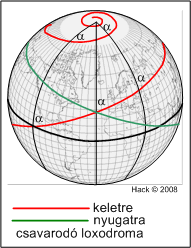

## Matematikai leírása
A földrajzi koordináta-rendszerben az Egyenlítő és a nullmeridián metszéspontjából induló α irányszögű loxodroma egyenlete:
{\displaystyle \lambda =\pm {\frac {180^{o}\cdot \mathrm {tg} {\alpha }}{\pi }}\cdot \ln {\mathrm {tg} {(45^{o}+\varphi /2)}}\mod 360^{o}} .
A kettős előjel közül a (+) kelet felé (jobbra) csavarodó, a (−) nyugat felé (balra) csavarodó görbéhez tartozik.
A függvény értelmezési tartománya a -90° < φ < +90° nyílt intervallum. A görbe a pólusok felé közeledve minden meridiánt periodikusan (ismételten) metsz. A görbe teljes hossza véges(!), csak az α kurzusszögtől és a gömb R sugarától függ:
{\displaystyle S={\frac {R\pi }{\cos {\alpha }}}} .

## Mercator-vetület

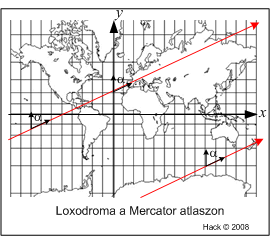

Ha a [φ;λ] földrajzi koordináták hálózatát az
{\displaystyle x\gets \lambda }
{\displaystyle y\gets \ln {\mathrm {tg} {(45^{o}+\varphi /2)}}}
leképezések alkalmazásával a síkba vetítjük, akkor a Mercator-féle szögtartó vetületet kapjuk. Itt az origóra illeszkedő loxodroma vetülete egyenes, egyenlete: {\displaystyle x=my}, ahol {\displaystyle m=\mathrm {tg} {(\alpha )}} az egyenes meredeksége, iránytangense. A loxodromához tartozó kurzusszög tehát:
{\displaystyle \alpha =\mathrm {arctg} {(x/y)}}.

## Sztereografikus vetület

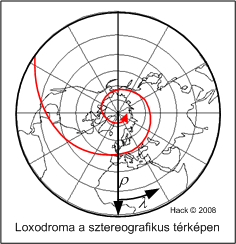

A földrajzi fokhálózatot a déli pólusból az északi pólusban érintő síkra vetítjük a
{\displaystyle \lambda \gets \lambda }
{\displaystyle \rho \gets 2R\mathrm {tg} {(\varphi /2-45^{o})}}
leképezéssel, ahol [ρ;λ] a síkbeli polárkoordináták. Az így kapott szögtartó stereografikus térképen a loxodroma vetülete logaritmikus spirális:
{\displaystyle \rho =K\cdot \exp {(\mp \lambda \cdot \mathrm {ctg} {\alpha })}}.

## Kapcsolódó lapok
A loxodroma meghatározására a navigáció során kerül sor.
A loxodromához kapcsolódó ortodroma két gömbfelületi pont közötti legrövidebb felületi vonal.